# 郭皇畿
郭皇畿，山東滋陽縣（今屬濟寧市兗州區）人。清朝初年政治人物。

## 生平
明崇禎三年（1630年）舉庚午科山東鄉試。清順治三年（1646），清廷首開春闈，郭皇畿登二甲進士。授直隸遵化縣知縣。